# The Road to YAMAZAKI 〜the BEST for beginners〜
『The Road to YAMAZAKI 〜the BEST for beginners〜』（ザ・ロード・トゥ・ヤマザキ 〜ザ・ベスト・フォー・ビギナーズ〜）は、山崎まさよしのベスト・アルバム。2013年6月26日発売。制作はNAYUTAWAVE RECORDS、発売・販売元はユニバーサルミュージック合同会社。「SOLO ACOUSTICS」（ソロ・アコースティック、UPCH-20324）、「STANDARDS」（スタンダード、UPCH-20325）の2作品が同時発売された。

## 解説
「山崎まさよし入門」のコンセプトをもった企画ベスト・アルバムである。ターゲット世代のひとつとして「10代・20代のリスナー」が挙げられている。
アコースティック・ギターでの弾き語りをメインとした楽曲から選曲した『SOLO ACOUSTICS』と、ライブでの定番とされる楽曲から選曲した『STANDARDS』、の2作品が同時に発売された。山崎まさよし個人名義のCDアルバムが2枚同時に一般発売されるのは、メジャー・デビュー10周年を迎えた2005年時のシングル・コレクション『BLUE PERIOD』（UPCH-1431/2）とカップリング・コレクション『OUT OF THE BLUE』（UPCH-1433/4）、2007年時の洋楽・邦楽のカバー・アルバム『COVER ALL YO!』（UPCH-20051）と『COVER ALL HO!』（UPCH-20052）に続き、通算3回目である。
「One more time, One more chance」「セロリ」はそれぞれのアルバムに別バージョンで収録されている。収録曲のうち最新の楽曲は2006年発表の「8月のクリスマス（Acoustic Guitar Version）」であり、以降の楽曲は収録されていない。
発売に際し、デジタル・リマスタリングが施された。ディスクジャケットはどちらも色彩の異なる絵で、山崎本人の肖像は歌詞ブックレットを含め掲載されていない。ただし、一部の店舗では当時最新の本人宣材写真を掲載したポスターが付属した。『SOLO ACOUSTICS』のみ、楽曲のコード譜が歌詞とともに掲載されている。
発売当時の生産分にはパッケージフィルムにアルバム概要を記載したシールが貼られた他、本アルバムと同時発売されたシングル『アルタイルの涙』（UPCH-80325）と連動した応募プレゼント概要を記載したフライヤーが封入された。また、インターネット上の連動企画や、発売日前の25日には日本科学未来館（東京都江東区）のドームシアターガイアでプラネタリウムライブが開催された。
シングルとベスト・アルバムの同時発売は、2008年12月10日の「Heart of Winter」（UPCH-29020）と限定生産盤の『BLUE PERIOD -Complete SOUND + VISION PACKAGE-』（UPCH-29020）以来である。

## 収録曲
- 全曲作詞・作曲: 山崎将義

| Disc           | Track | 曲名                                            | 演奏時間 |
| SOLO ACOUSTICS | 01    | One more time, One more chance 〜弾き語りVer.〜 | 5分33秒  |
| SOLO ACOUSTICS | 02    | セロリ（prototype）                             | 3分58秒  |
| SOLO ACOUSTICS | 03    | Rough Rock'n Roll Boogie                        | 4分17秒  |
| SOLO ACOUSTICS | 04    | 関係ない                                        | 3分17秒  |
| SOLO ACOUSTICS | 05    | ただ ただ…                                      | 5分2秒   |
| SOLO ACOUSTICS | 06    | ベンジャミン                                    | 4分40秒  |
| SOLO ACOUSTICS | 07    | 名前のない鳥                                    | 3分54秒  |
| SOLO ACOUSTICS | 08    | 8月のクリスマス（Acoustic Guitar Version）      | 3分48秒  |
| SOLO ACOUSTICS | 09    | 最後の海                                        | 3分55秒  |
| SOLO ACOUSTICS | 10    | コイン                                          | 3分15秒  |
| Disc           | Track | 曲名                                            | 演奏時間 |
| STANDARDS      | 01    | One more time, One more chance                  | 5分32秒  |
| STANDARDS      | 02    | セロリ                                          | 4分14秒  |
| STANDARDS      | 03    | 僕はここにいる                                  | 4分19秒  |
| STANDARDS      | 04    | 振り向かない                                    | 4分53秒  |
| STANDARDS      | 05    | 全部、君だった。                                | 5分18秒  |
| STANDARDS      | 06    | パンを焼く                                      | 3分11秒  |
| STANDARDS      | 07    | Fat Mama                                        | 3分34秒  |
| STANDARDS      | 08    | 根無し草ラプソディー                            | 5分16秒  |
| STANDARDS      | 09    | ツバメ                                          | 4分3秒   |
| STANDARDS      | 10    | お家へ帰ろう                                    | 2分49秒  |